# Đừng làm trái tim anh đau
"Đừng làm trái tim anh đau" là một bài hát được thu âm bởi ca sĩ kiêm sáng tác nhạc người Việt Nam Sơn Tùng M-TP. Được sáng tác bởi chính anh,  sản xuất bởi M-TP Talent Team và Marvey Muzique, video âm nhạc được sản xuất hoàn toàn tại Thái Lan với nhà sản xuất chính là Panusorn Srisuk, bài hát được phát hành vào ngày 8 tháng 6 năm 2024, sau ba tháng từ đĩa đơn gần nhất của Sơn Tùng M-TP, "Chúng ta của tương lai". Video âm nhạc của "Đừng làm trái tim anh đau" có sự tham gia của người mẫu ảnh Thái Lan Pimtha.
Sau khi phát hành, bài hát nhận về những đánh giá tích cực từ công chúng và giới chuyên môn, nhanh chóng trở thành tác phẩm thành công về mặt thương mại của Sơn Tùng M-TP. Bài hát xuất hiện ở vị trí 162 trên bảng xếp hạng Billboard Global Excl. US. Đây là bài hát Việt Nam thứ hai xuất hiện trên bảng xếp hạng này, sau "Muộn rồi mà sao còn" của chính anh.

## Quảng bá
Để quảng bá cho bài hát, Sơn Tùng M-TP đã tổ chức buổi biểu diễn hòa nhạc có tên 7-Minute Stage tại Hà Nội vào ngày 8 tháng 6 năm 2024, cùng thời điểm bài hát được phát hành. Đây là chương trình thứ hai được Sơn Tùng M-TP tổ chức sau buổi hòa nhạc cùng tên tại Thành phố Hồ Chí Minh vào tháng 3.

## Đánh giá chuyên môn
Tạp chí Elle Man đánh giá "Đừng làm trái tim anh đau" là một bản tình ca mùa hè rất phù hợp với thời điểm hiện tại.
"Phần âm nhạc của nam ca sĩ tuy nghiêng về chất Pop đại chúng nhưng vẫn có những điểm nhấn rất "Sơn Tùng" như đoạn bridge viết bằng lời rap hay cách hát đôi chỗ trễ nhịp, lối phát âm đậm chất riêng biệt... Nhìn nhận sản phẩm này trong một hành trình âm nhạc của nam ca sĩ gốc Thái Bình, có thể thấy  anh vẫn đang không ngừng thể nghiệm để sản phẩm sau khác sản phẩm trước.

Ngoài ra ở tuổi 30, Sơn Tùng cũng phải khác biệt với 10 năm về trước. Người nghệ sĩ cũng phải lớn lên cùng với âm nhạc. Nếu giai đoạn đầu, Sơn Tùng muốn khuếch trương cái tôi tuổi trẻ, muốn định nghĩa được thế nào là "M-TP", thì giờ đây việc đó đã không còn cần thiết. Vì vậy, "Đừng làm trái tim anh đau" cho thấy Sơn Tùng đang hướng đến tệp khán giả rộng và đại chúng hơn. Đó vẫn là lựa chọn tốt và đúng đắn, phù hợp với những trải nghiệm ngay lúc giờ đây của bản thân anh – một người đàn ông sau những xốc nổi tuổi trẻ đã bình lặng và nhẹ nhàng hơn trong nội tâm mình." – Tuấn Anh
Về mặt hình ảnh, L'Officiel đánh giá "Đừng làm trái tim anh đau" giống như những khung hình quảng cáo đậm tính minh hoạ thay vì một sản phẩm nghệ thuật: "Vì thế, có thể coi lối phát triển của Sơn Tùng dựa trên bề rộng hơn là bề sâu, hướng tới tệp người nghe mới, đại chúng hơn là tập trung thể hiện cái tôi âm nhạc. Từ đó, khoảng cách lớn dần với một bộ phận khán giả quen thuộc là thứ mà hình tượng "tổng tài" của Sơn Tùng phải đặt xuống."
Tuy nhiên, khác với những bài nhạc lãng mạn thường thấy, Sơn Tùng vẫn giữ được sự sắc sảo ngay trong một vài chi tiết tương phản được cài cắm trong bài. Một tựa đề khá bi luỵ "Đừng làm trái tim anh đau" hoá ra lại truyền tải âm nhạc tươi vui, hạnh phúc tựa như trong lễ đường. Và một MV ngọt ngào hoá ra chỉ là sản phẩm tưởng tượng của chàng trai do Sơn Tùng hoá thân. Cái kết dẫu không mới, nhưng phản chiếu bối cảnh hiện thực và mở ra vài suy ngẫm đa chiều.

MV kết lại bằng bầu không khí ảm đạm trên chuyến tàu, ai cũng mặc đơn sắc giống nhau, dường như mỗi người là một cá thể cô lập. Chi tiết này tạo cảm giác đối lập với hành trình tình yêu ngọt ngào nhưng kém chân thật ở trên. Đây là một khoảnh khắc khá đắt, gợi nên hiện thực lẫn suy tưởng, từ đó tạo nên điểm rơi phù hợp cho MV này. – Y My

## Diễn biến thương mại
Sau khi phát hành, "Đừng làm trái tim anh đau" nhanh chóng dẫn đầu các nền tảng nghe nhạc trực tuyến tại Việt Nam, bao gồm Spotify, YouTube Music, Apple Music, đồng thời dẫn đầu nền tảng tải nhạc trả phí iTunes.
Bài hát đạt Top 1 Những Video thịnh hành tại Việt Nam với 14 ngày 14 tiếng liên tục.
Bài hát đạt Top 1 Những Sản phẩm âm nhạc thịnh hành tại Việt Nam với 34 ngày liên tục.
Ngày 10 tháng 6 năm 2024, bài hát phá kỷ lục với 689.902 lượt phát trong một ngày trên Spotify, trở thành bài hát Việt Nam đạt số lượt streams kỷ lục trong một ngày.
Ngày 13 tháng 6 năm 2024, bài hát phá kỷ lục với 3.342.103 lượt phát trong một tuần trên Spotify, trở thành bài hát Việt Nam đạt số lượt phát kỷ lục trong một tuần.
Theo trang thống kê Kworb, tính đến 17h ngày 9 tháng 6, video âm nhạc đứng đầu YouTube sau chưa đầy một ngày phát hành với 5,3 triệu lượt xem. Trước đó, video đạt vị trí dẫn đầu danh sách thịnh hành YouTube Việt Nam sau hai giờ ra mắt, trở thành bài hát vươn lên vị trí này nhanh nhất từ trước đến nay tại Việt Nam, phá kỷ lục của Jack với bản audio "Đom đóm" (2020). Video cũng lọt vào thịnh hành của nhiều quốc gia như Úc, Singapore, Hàn Quốc, Nhật Bản, Canada.

## Bảng xếp hạng
| Bảng xếp hạng (2024)        | Vị trí cao nhất |
| --------------------------- | --------------- |
| Global Excl. US (Billboard) | 162             |
| Daily Top MVs Global        | 1               |
| Weekly Top MVs Global       | 2               |
| Weekly Top Songs Global     | 6               |

## Lịch sử phát hành
| Quốc gia | Ngày               | Định dạng                       | Hãng đĩa           | Ng. |
| -------- | ------------------ | ------------------------------- | ------------------ | --- |
| Toàn cầu | 8 tháng 6 năm 2024 | Tải kỹ thuật số phát trực tuyến | M-TP Entertainment |     |